# Belle-Roche
La Belle-Roche è un'antica grotta che ospita un sito archeologico preistorico. Si trova sulla riva destra dell'Amblève, vicino alla confluenza del fiume con l'Ourthe, all'interno della giurisdizione del comune belga di Sprimont nella provincia di Liegi, in Vallonia. 
L'occupazione umana della grotta (presumibilmente effettuata dall'Homo heidelbergensis), è datata a circa 500.000 anni fa, rappresentando la più antica testimonianza di presenza umana sia del Belgio che dell'intero Benelux.

## Sito archeologico

### Scoperte
Il sito della grotta ha consegnato vari resti di animali risalenti al Pleistocene medio, tra cui vari grandi carnivori (Ursus Deningeri, Panthera leo fossilis, Panthera gombaszoegensis, Crocuta brevirostris, Canis mosbachensis) ed erbivori (Equus mosbachensis', Dicerorhinus etruscus, Capreolus capreolus sussenbornensis), e una serie di pietre scolpite.

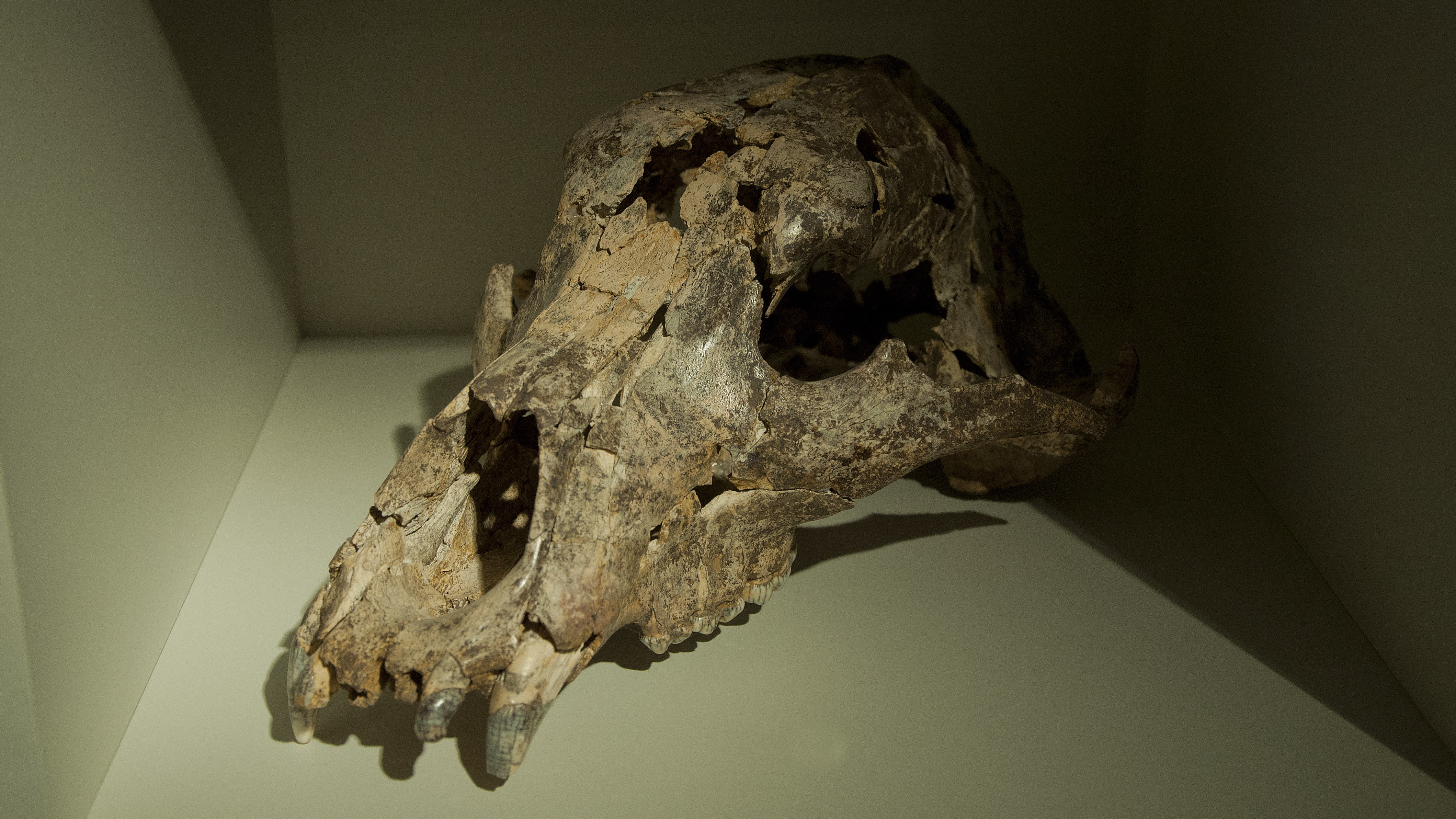
Cranio di Ursus deningeri scoperto alla Belle-Roche